# Kukolj
Kukolj (lat. Agrostemma githago) jednogodišnja je zeljasta biljka iz porodice karanfila (Caryophyllaceae). Stabljika je uspravna, obrasla dlakama, u gornjem delu razgranata i naraste do 100 cm visine. Listovi su nasuprotni, lancetasti, svetlozeleni i dlakavi. Cvetovi su pojedinačni i veliki. Cvatu od juna do septembra. Plod je duguljasta čaura koja u sebi nosi crno, bubrežasto seme. Biljka u godini stvara 100 – 600 semena koje proklija iste godine i zadržavaju klijavost nekoliko godina. Kada prokliju na jesen, stvore lisnu rozetu prekrivenu dlačicama koje ga čini otpornim na mraz i niske temperature.

## Stanište
Rasprostranjen je po celoj Evropi. U prošlosti je često nicao na poljoprivrednim zemljištima, no danas je postao retka biljka. U mnogim evropskim zemljama uvršten je u Crvenu listu flore.

## Etimologija
Latinsko ime roda Agrostemma znači poljski venac. Potiče od grčkih reči ἀγρός - agrós : polje i στέμμα - stémma : venac zbog toga što je kukolj često rastao u polju i koristio se za pletenje venaca.
Ime vrste githago potiče od naziva za crni kim (gith), zbog sličnosti semena kukolja sa semenom crnog kima (Nigella sativa).
Na stranim jezicima nazivi su common corn-cockle, Kornrade, nielle des blés, neguilla (špa.), gittaione (ita.), navadni kokalj (slo.).

## Upotreba
Kukolj je otrovna biljka, pogotovo seme koje sadrže saponin, gitagin. U prošlosti su trovanja bila česta, danas zbog razvijenih poljoprivrednih strojeva toga više nema. Simptomi trovanja su povraćanje, proliv, vrtoglavica, ubrzanje pulsa, a u težim stanjima i otežano disanje. Brašno zbog njega poprimi plavkastu boju, postane lošeg, gorkog ukusa i deluje štetno. U polju, kukolj nije zloćudna biljka. Podstiče rast korena raznih kultura (pšenice, soje, kukuruza, šećerne repe, suncokreta) čime u konačnom ishodu utiče na povećanje njihovog prinosa. Kod pšenice to znači povećanje iznosi od 10 do 15% uvećan sadržaj proteina, u soji uvećan sadržaj proteina i ulja. Povoljno utiče na količinu i slatkoću voća (jabuka, kruška, šljiva, malina, grožđe), njihovi plodovi postaju veći, sadrže više šećera i vitamina C. Postoje preparati koji se iz kukolja ekstrahuju i koriste kao hormon rasta (agrostemin).

## Literatura
- Zvonimir Maretić, (1986), Naše otrovne životinje i bilje, Zagreb: Stvarnost
- Sergej Forenbacher, (1998), Otrovne biljke i biljna otrovanja životinja, Zagreb: Školska knjiga,  953-0-3116-8 неважећи  PODIJELI

## Spoljašnje veze
- Медији везани за чланак Agrostemma githago на Викимедијиној остави